# フリースケート
フリースケート（英語: Free Skates)とは、独立した２枚のデッキにそれぞれ車輪を直列に２個ずつ取付けて、横方向に滑走する遊び、スポーツである。

## 概要
サーフィンやスケートボードと同様の足を固定しない横乗りスポーツである。元々、このスポーツ用具を最初に発売したFreeline Sports, Inc.によって商標登録された商品名「フリーラインスケート」という名称をスポーツ名としても使用していたが、同社が倒産した後、各国のスポーツ愛好家約30人の話し合いにより「フリースケート」という名称に決定した。フリースケートをしている人をフリースケーターと呼ぶ。2015年からは国内で競技大会が毎年開催されている。

## 用具
- スケート本体 - 足を乗せるデッキと車輪を取付けるトラックが一体になっているタイプと別々になっているセパレートタイプがある。
- デッキテープ - デッキに貼る滑り止め。
- ウィール - 決まりはないが、直径72㎜、幅43㎜、硬度82A程度のものが主流になっている。
- エッジガード - デッキを保護するカバーで、デッキの破損防止や消音のために任意で装着する。

## 技術
- デュアルフリップストンプ - 回転させて落とした２枚のスケートに乗る技術。
- クロス - 足をクロスさせて走行する技術。
- フェイキー - 利き足を前にして滑る技術。
- パワースライド - ４つの車輪を進行方向と垂直にし、急激に止まる技術。